# Prehrambeno inženjerstvo
Prehrambeno inženjerstvo multidisciplinarno je područje koje povezuje mikrobiologiju, primijenjene fizičke znanosti, kemiju i inženjerstvo za prehrambenu i srodne industrije. 
Prehrambeno inženjerstvo uključuje, ali nije ograničeno na primjenu načela poljoprivrednog inženjerstva, strojarstva i kemijskog inženjerstva na prehrambene materijale. Prehrambeni inženjeri osiguravaju tehnološki prijenos znanja potrebnih za ekonomičnu proizvodnju i komercijalizaciju prehrambenih proizvoda i usluga. Fizika, kemija i matematika temeljne su za razumijevanje i inženjerstvo proizvoda i operacija u prehrambenoj industriji.
Proizvodnja, obrada i skladištenje hrane za potporu svjetskog stanovništva zahtijeva opsežno interdisciplinarno znanje. Postoje mnogi bioinženjerski procesi prehrambenog inženjerstva za manipuliranje mnoštvom organizama uključenih u ljudski prehrambeni lanac. Sigurnost hrane zahtijeva posebne biološke studije. Međutim, drugi aspekti prehrambenog inženjerstva, poput skladištenja i obrade hrane, također zahtijevaju opsežno biološko znanje o hrani i mikroorganizmima koji je nastanjuju. Ova prehrambena mikrobiologija i biološko znanje postaju biološkim inžerenjstvom kada nastaju sustavi i procesi za održavanje željenih svojstava hrane i probira mikroorganizama, dok osiguravaju mehanizme za uklanjanje nepovoljnih ili opasnih.
U razvoju prehrambenog inženjerstva, jedan od mnogih izazova je korištenje suvremenih alata, tehnologije i znanja, kao što su računalna znanost o materijalima i nanotehnologija, za razvoj novih proizvoda i procesa. U isto vrijeme, poboljšanje kvalitete, sigurnosti i zaštite ostaju ključna pitanja. Razvijaju se novi materijali i tehnike pakiranja kako bi se osigurala bolja zaštita hrane, a pojavljuju se i nove tehnologije konzerviranja. Osim toga, kontrola procesa i automatizacija procesa redovito se pojavljuju kao prioriteti 
u prehrambenom inženjerstvu. Napredni sustavi nadzora i upravljanja razvijeni su kako bi se olakšala automatizacija i prilagodljiva proizvodnja hrane. Dapače, očuvanje energije i minimiziranje ekoloških problema još uvijek su važna pitanja u prehrambenom inženjerstvu, kao i gospodarenje otpadom, učinkovito korištenje energije i smanjenje otpadnih voda i emisija u proizvodnji hrane.